# Yetnasteen
La Yetnasteen (« Pierre Géante ») est le nom d'un mégalithe situé dans l'archipel des Orcades, en Écosse.

## Situation
La pierre se dresse dans un pré situé dans le nord-est de l'île de Rousay.

## Description
Il s'agit d'un bloc de grès mesurant plus de 2 m de haut et plus d'1,50 m de large. Son sommet est recouvert de mousse et de lichen.
Son nom, Yetnasteen, dérive du vieux-norrois Jotunna-steinn signifiant « Pierre Géante » ; la pierre a probablement été nommée ainsi par les Norvégiens qui dominèrent les Orcades du VIIIe siècle au XVe siècle.